# Ministeri de Transport, Turisme i Comunicacions d'Espanya
El Ministeri de Transport, Turisme i Comunicacions d'Espanya fou un dels departaments ministerials en els quals es dividí el govern d'Espanya.
Aquest ministeri fou creat durant la composició de la Legislatura Constituent, l'any 1977, amb el nom de Ministeri de Transports i Comunicacions. L'any 1982, a més de les seves competències en transports i comunicacions, se li afegiren les de turisme, provinents de l'extint Ministeri de Comerç i Turisme. L'any 1991 en la tercera remodelació del govern de la IV legislatura aquest ministeri desaparegué i les seves funcions s'integraren dins el Ministeri d'Obres Públiques.

## Llista de ministres de Transport, Turisme i Comunicacions d'Espanya
| Legislatura             | Inici                 | Finalització          | Nom                            | Partit |
| ----------------------- | --------------------- | --------------------- | ------------------------------ | ------ |
| Constituent (1977-1979) | 4 de juliol de 1977   | 28 de febrer de 1978  | José Lladó y Fernández Urrutia | UCD    |
| Constituent (1977-1979) | 28 de febrer de 1978  | 5 d'abril de 1979     | Salvador Sánchez-Terán         | UCD    |
| I (1979-1982)           | 6 d'abril de 1979     | 3 de maig de 1980     | Salvador Sánchez-Terán         | UCD    |
| I (1979-1982)           | 3 de maig de 1980     | 2 de desembre de 1981 | José Luis Álvarez Álvarez      | UCD    |
| I (1979-1982)           | 2 de desembre de 1981 | 2 de desembre de 1982 | Luis Gamir Casares             | UCD    |
| II (1982-1986)          | 3 de desembre de 1982 | 5 de juliol de 1985   | Enrique Barón Crespo           | PSOE   |
| II (1982-1986)          | 5 de juliol de 1985   | 25 de juliol de 1986  | Abel Ramón Caballero Álvarez   | PSOE   |
| III (1986-1990)         | 26 de juliol de 1986  | 12 de juliol de 1988  | Abel Ramón Caballero Álvarez   | PSOE   |
| III (1986-1990)         | 12 de juliol de 1988  | 6 de desembre de 1989 | José Barrionuevo Peña          | PSOE   |
| IV (1989-1993)          | 7 de desembre de 1989 | 12 de març de 1991    | José Barrionuevo Peña          | PSOE   |